# Гърмен (община)
Община Гърмен се намира в Югозападна България и е една от съставните общини на област Благоевград. Административен център на община Гърмен е село Гърмен.

## География

### Географско положение, граници, големина
Общината се намира в югоизточната част на област Благоевград и с площта си от 388,479 km2 заема 7-о място сред 14-те общини на областта, което съставлява 6,02% от територията на областта. Границите ѝ са следните:
- на североизток – община Сърница, област Пазарджик;
- на югоизток – община Сатовча;
- на юг – община Хаджидимово;
- на запад – община Гоце Делчев;
- на север-северозапад – община Банско.

### Релеф, води, туристически обекти
Релефът на общината е предимно планински. Почти 90% се заемат от югозападните склонове на Западнородопския рид Дъбраш (връх Беслет 1937 m). Най-югозападните части на общината попадат в източната част на Гоцеделчевската котловина и тук в долината на река Места е най-ниската ѝ точка – 474 m н.в.
В югозападната част, по границата с община Гоце Делчев, от север-северозапад на юг-югоизток, преминава около 15 km от течението на река Места със своите притоци: Канина (л) и Реката (л).
На 15 km северно от общинския център се намира село Ковачевица, обявено за етнографски обект. а преди това, на 7 km от Гърмен е и село Лещен също забележително със своята характерна архитектура. Югозападно от Гърмен са останките от античния римския град Никополис ад Нестум. Северно от село Огняново има топли минерални извори и изграден модерен балнеологичен център. Интересна туристическа дестинация е и каньоновидния пролом в долното течение на река Канина.
В най-североизточната част на общината, в рида Дъбраш са разположени резерватите Тъмната гора и Конски дол (частично в общината).

## Население

### Етнически състав (2011)
Численост и дял на етническите групи според преброяването на населението през 2011 г.:
|                     | Численост | Дял (в %) |
| Общо                | 14 981    | 100.00    |
| Българи             | 7 262     | 48.47     |
| Турци               | 1774      | 11.84     |
| Цигани              | 1 386     | 9.25      |
| Други               | 419       | 2.80      |
| Не се самоопределят | 335       | 2.24      |
| Неотговорили        | 3 805     | 25.40     |

### Населени места
Общината има 16 населени места – само села, без градове, с общо население 14 861 жители към 7 септември 2021 г.
| Населено място | Население (2021 г.) | Площ на землището km2 | Забележка (старо име) | Населено място | Население (2021 г.) | Площ на землището km2 | Забележка (старо име)           |
| -------------- | ------------------- | --------------------- | --------------------- | -------------- | ------------------- | --------------------- | ------------------------------- |
| Балдево        | 163                 | 8,038                 |                       | Лещен          | 3                   | 16,569                |                                 |
| Горно Дряново  | 980                 | 11,107                |                       | Марчево        | 147                 | 5,920                 |                                 |
| Гърмен         | 2169                | 16,232                |                       | Огняново       | 1595                | 10,394                | Фатовища, Огненово              |
| Дебрен         | 2374                | 18,023                |                       | Ореше          | 117                 | 14,556                |                                 |
| Долно Дряново  | 1176                | 13,497                |                       | Осиково        | 482                 | 57,475                |                                 |
| Дъбница        | 1535                | 11,200                |                       | Рибново        | 2879                | 30,086                |                                 |
| Ковачевица     | 32                  | 117,060               |                       | Скребатно      | 239                 | 38,147                |                                 |
| Крушево        | 201                 | 12,495                |                       | Хвостяне       | 769                 | 7,680                 | Фустаня                         |
|                |                     |                       |                       | ОБЩО           | 14861               | 388,479               | няма населени места без землища |

### Вероизповедания
Численост и дял на населението по вероизповедание според преброяването на населението през 2011 г.:
|                     | Численост | Дял (в %) |
| Общо                | 14981     | 100.00    |
| Православие         | 2357      | 15.73     |
| Католицизъм         | 27        | 0.18      |
| Протестантство      |           |           |
| Ислям               | 7541      | 50.33     |
| Друго               |           |           |
| Нямат               | 89        | 0.59      |
| Не се самоопределят | 245       | 1.64      |
| Непоказано          | 4699      | 31.37     |

## Административно-териториални промени
- МЗ № 2820/обн.14.08.1934 г. – преименува с. Фатовища на Огненово;
- МЗ № 3775/обн.07.12.1934 г. – преименува с. Фустаня на Хвостяне;
- Указ № 582/обн. 29.12.1959 г. – присъединява с. Заграде като квартал на с. Гърмен;
- Указ № 960/обн.4 януари 1966 г. – преименува с. Огненово на Огняново;

## Транспорт
През общината преминават частично 3 пътя от Републиканската пътна мрежа на България с обща дължина 33,6 km:
- участък от 15,4 km на Републикански път III-197 (от km 2,1 до km 17,5);
- участък от 14,4 km на Републикански път III-1905 (от km 1,5 до km 15,9);
- началния участък на Републикански път III-1972 – 3,8 km.

## Топографска карта
- Лист от карта K-34-84. Мащаб: 1 : 100 000.
- Лист от карта K-34-96. Мащаб: 1 : 100 000.